# Anisonyx alticola
Anisonyx alticola är en skalbaggsart som beskrevs av Andreae 1965. Anisonyx alticola ingår i släktet Anisonyx och familjen Melolonthidae. Inga underarter finns listade i Catalogue of Life.